# Clepsysaurus
Clepsysaurus (лат.) (от греч. κλεψύδρα — «клепсидра», и греч. σαῦρος — «ящер») — сомнительный род вымерших архозавров спорного систематического положения, окаменелые остатки которого были обнаружены в отложениях формаций Lockatong и Passaic (Пенсильвания), датируемых карнийским ярусом триасового периода.
Описано два вида: C. pennsylvanicus (типовой) и C. veatleianus.

## Открытие, описание, виды

### Clepsysaurus pennsylvanicus

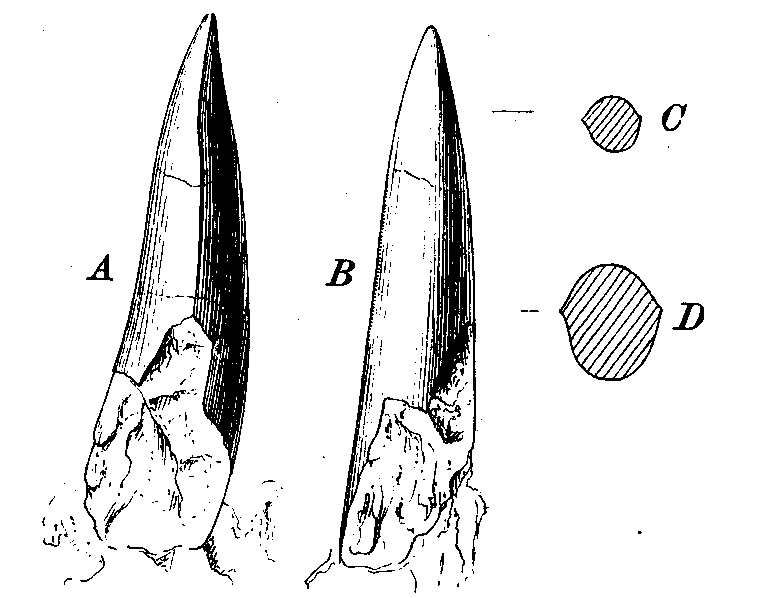
C. pennsylvanicus, зуб AMNH 3227, вид с двух разных ракурсов

Голотип C. pennsylvanicus, ANSP 9526, 9555-71, 9594-5, состоит из зубов, рёбер и позвонков из формации Passaic в Пенсильвании. Он был описан Исааком Леа в 1851 году.
Известны другие образцы C. pennsylvanicus, в том числе ANSP 15071 (левая передняя зубная кость (anterior dentary) с 23 зубами, правая зубная кость с 30 зубами и фрагмент правой височной области), AMNH 2337 (единственный зуб) и ANSP 15529 (18 больших блоков породы, содержащих костный материал, включающий посткраниальные части скелета, ребра, и 52 фрагмента различных костей, включая позвонки).
Левая передняя зубная кость и правая зубная кость из формации Lockatong были идентифицированы Colbert (1943) как принадлежащие C. pennsylvanicus.

### Clepsysaurus veatleianus

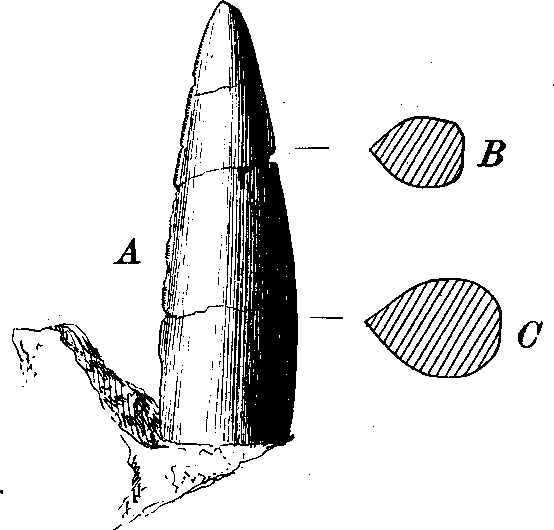
AMNH 2330, зуб, относящийся к C. veatleianus

Голотип C. veatleianus, AMNH 2331, состоит из одного неполного зуба; второй приписанный к виду образец, AMNH 2330, также является изолированным зубом. Материалы были найдены близ Финиксвилла в округе Йорк, штат Пенсильвания. C. veatleianus был описан Эдвардом Дринкером Копом в 1876 году.

## Классификация
Clepsysaurus традиционно классифицировался как завроподоморф, но более поздние исследования показывают, что это был либо сомнительный базальный архозавр, либо представитель фитозавров. Clepsysaurus также синонимизировлся с сомнительным родом архозавров Palaeosaurus и завроподоморфом анхизавром, но в конечном итоге был восстановлен как действительный, но сомнительный род, рассматриваемый как Archosauria Incertae sedis.